# 道の駅ふれあいパーク・きみつ

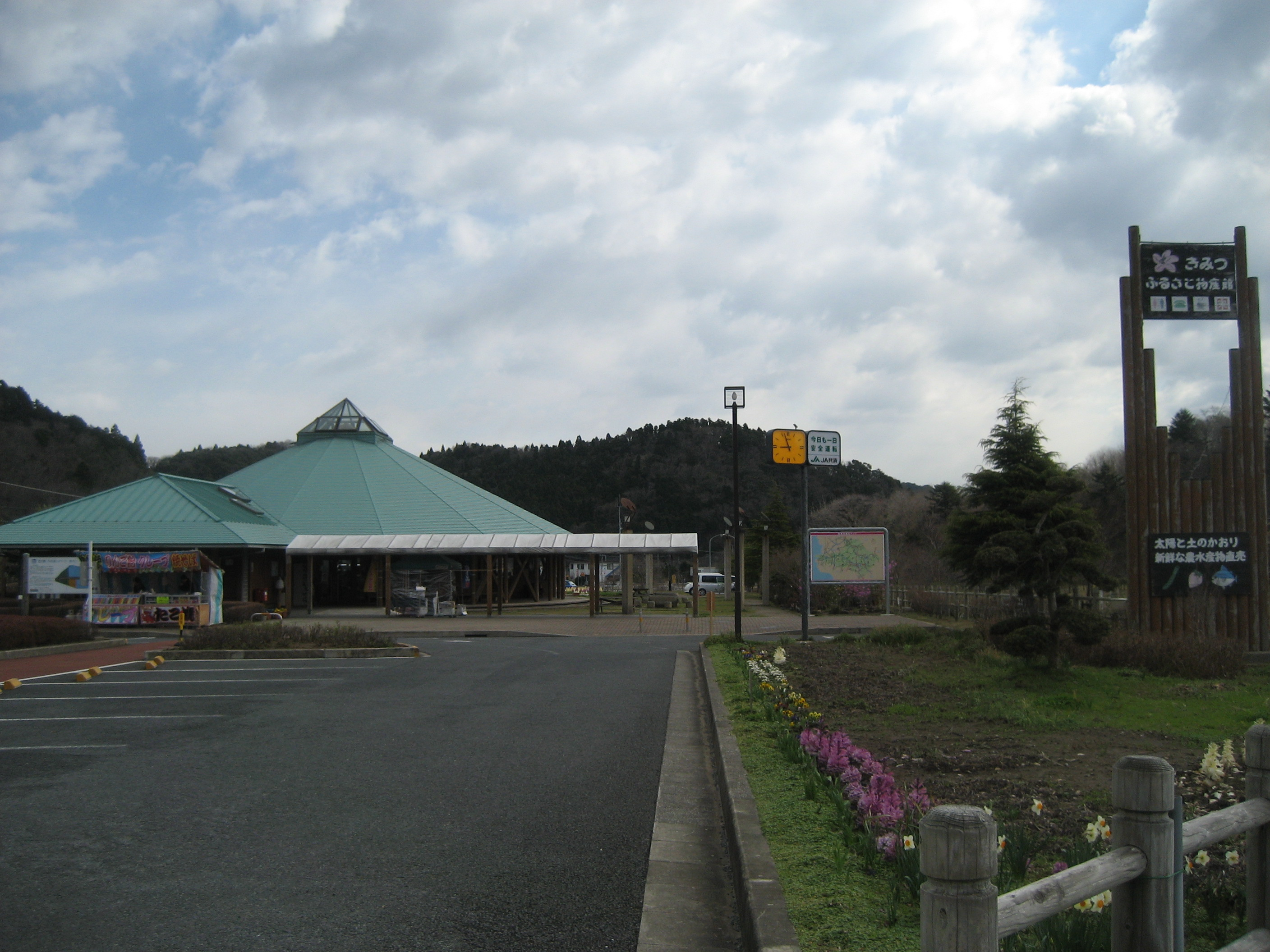
施設全景

道の駅ふれあいパーク・きみつ（みちのえき ふれあいパーク きみつ）は、千葉県君津市にある千葉県道24号千葉鴨川線の道の駅である。

## 施設
- 駐車場
  - 普通車：105台
  - 大型車：9台
  - 身障者用：5台
- トイレ（身障者用のみ24時間利用可能）
  - 男：小 19器
  - 女：14器
  - 身障者用：2器
- 片倉ダム記念館（10時 - 16時）
- 軽食コーナー
- 物産販売所「きみつふるさと物産館」

## 休館日
- 年末年始
- 片倉ダム記念館のみ 毎週月曜日（月曜日が祝日の場合、翌日）

## アクセス
- 千葉県道24号千葉鴨川線
- バス停留所「君津ふるさと物産館」

| 路線名       | 行先                        | 運行会社              |
| ------------ | --------------------------- | --------------------- |
| アクシー号   | 東京駅八重洲口前            | 日東交通 京成バス     |
| カピーナ号   | 千葉駅 安房鴨川駅・亀田病院 | 日東交通 千葉中央バス |
| シーバレー号 | 渋谷マークシティ            | 日東交通 東急トランセ |

## 周辺
- 文宝洞
- 片倉ダム
- 片倉ダム記念館
- 亀山ダム